# Fejérkő vára
Fejérkő vára, Fehérkő vagy Sámson vára maradványai Nógrád vármegyében, Sámsonháza falu felett találhatók. Maga a vár még a középkorban elpusztult, 1409-ben már csak a helyét említik a fennmaradt források. A vár egykor a Kókai Kacsi, a Tétényi család, Cillei Borbála királyné, majd a Tari család birtokában volt.

## Története
A vár történetéről kevés írott forrás maradt fenn, egyetlen ismert említése 1328-ból való, de történetéről e forrásban sem szerepelnek információk. Bővebben 1409-től hallunk róla, ám akkorra a vár már elpusztult, csak helyét említik a források.
Mocsáry Antal 1826-ban Nógrád vármegyéről írt történeti-földrajzi munkájában Sámson, vagy Fehérkő várára is kitért. Az akkori hagyományok alapján a vár korát Szanda várával egyidősnek vélték. 
Az ő leírása a vár akkori állapotát tükrözi: eszerint egy magas hegy végére épített, kereken végződő vár volt, mely a nevét valószínűleg a déli irányban való kőszikla fehérségéről kaphatta, s a vár még egy bizonyos királyi oklevélben is Fehérkő néven szerepelt.
A várból már akkor, az 1800-as évek elején is csak omladékok látszottak, néhol még kivehető kőfalmaradványokkal, ám az omladékok között abban az időben még egy torony helye és egy pinceforma üreg is kivehető volt. Kút nyoma azonban sehol sem látszott. A vár alatti mély völgyben pedig Sámsonháza nevű falu feküdt, mely egykor a gúthi Országhok és a Losoncziak birtokai közé tartozott.

## Régészeti feltárások

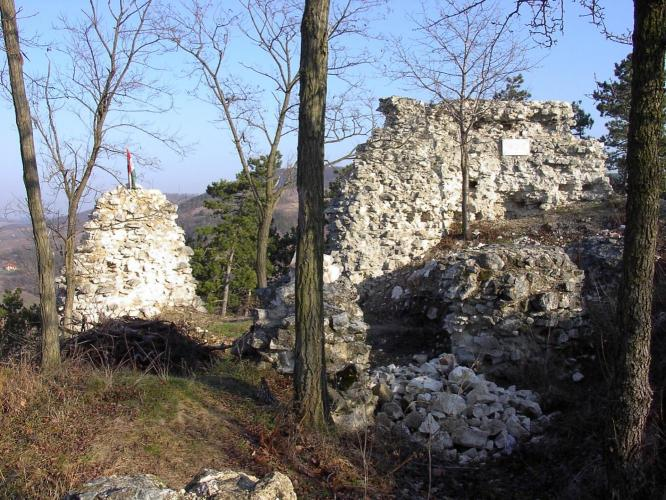
Fejérkő várának romjai

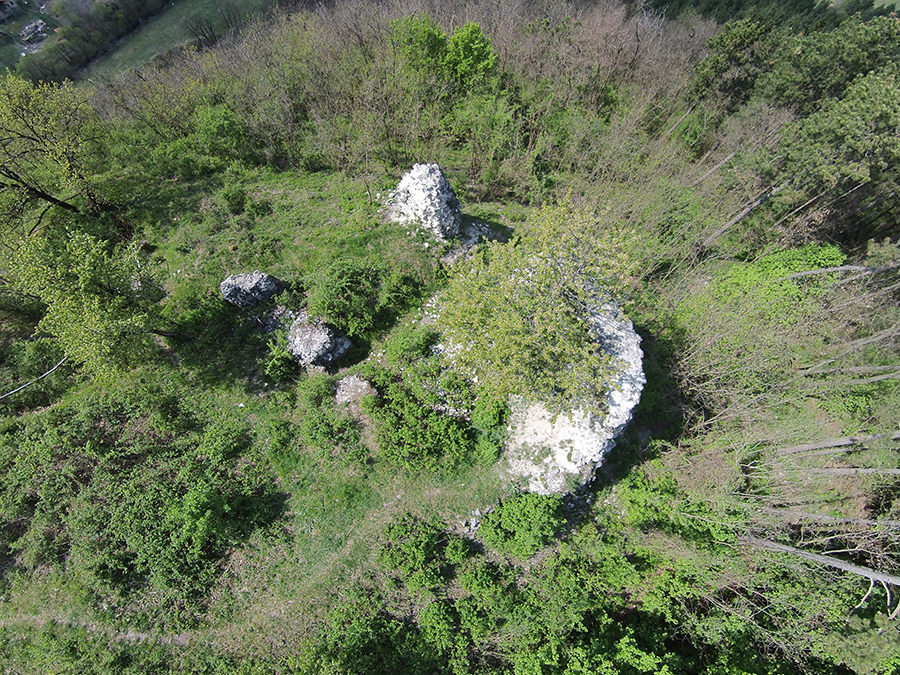
Fejérkő vára légi felvételen

A két alkalommal végzett régészeti feltárás adatai alapján a várhegyen már Fehérkő várának építése előtt is állt egy egyszerű, fából készült erődítés, melynek egy helyen előkerült egy cölöpszerkezetű védőfal-részlete. A várhegy tetején pedig egy vesszőfonatos, agyagtapasztásos épület omladéka és alapfal-maradványa került felszínre.
A vár építtetőjének személyét nem sikerült azonosítani, feltételezhetően az a Jobbágy fia Sámson lehetett, aki az 1200-as évek végén többször szerepelt a környék birtokügyeivel kapcsolatban, és akiről bizonyára a vár alatti falu is a nevét kapta.
A kővár építése előtti fa erődítmény keletkezésének idejét még nem tudták meghatározni. A kővárat a régészeti adatok szerint a 13. század második felében építhették, építéséhez a környéken ritka hófehér követ használtak, erről kapta a vár a Fehérkő nevet. Az építéshez használt mészkövet a várhegy déli oldalán a felvezető út mellett fejtették.

## A vár leírása
A vár kettős védelmi övvel épült. A belső várfal 2,5 méter vastag, jelenlegi magassága 7 méter, azonban az eredeti magassága 10-12 méter lehetett. A vár külső védőöve "falszorosként" övezte a várat a támadásoknak legjobban kitett keleti és déli oldalról. Külső kapuja az északi oldalon nyílt, a bevezető út innen a falszorosban megkerülve a várat, a délnyugati oldalon elhelyezkedő belső kapuhoz vezetett. E kapu pontos helye azonban még nem tisztázott. A vár belső területéből az északi palotaszárnyat és a mellette kialakított ciszternát tárták fel eddig. A legépebben megmaradt fal a belső várfal északi része, ami egyben palotaszárny északi oldala is, mely legalább kétemeletes volt, födémeit sűrű kiosztású fagerendák tartották, a nyílásáthidalók téglából készültek. A külső fal erősítése érdekében különböző szinteken rácsszerűen gerendákat építettek a falba. A vár nyugati szélén található a sziklába vágott kerek, faragott kövekből falazott vízgyűjtő.
Fehérkő formájában, méretében és alaprajzában a közeli Hollókő várához lehetett hasonló. A vár pusztulása valamikor a 14. század közepe előtti időszakra tehető, felépítése után néhány évtizeddel pusztult el, ismeretlen körülmények között. Pusztulását az északi palotaszárny padlóját fedő vastag égett réteg és omladék tanúsága szerint tűzvész okozhatta, az omladékban előkerült leletek utalnak a tűzvész feltehető időpontjára is. A vár valószínűleg háborúskodásnak, belviszálynak – feltehetőleg a Károly Róbert uralkodása első évtizedeiben folyt belháborúknak – eshetett áldozatul. Politikai okokra enged következtetni az is, hogy a vár, bár falai akkor még bizonyosan nagyrészt épen maradtak, többé mégsem épült újjá.
A fennmaradt hagyományok szerint a Felvidék jelentős részét elfoglaló husziták Fejérkőt is megszállták, amit a régészeti leletek is igazolnak, de ekkor a vár már romos állapotban volt. A husziták jelenlétére utalnak a várban talált leletek közül több 15. századi edénytöredék és egy I. Ulászló király (1439-1444) által veretett dénár is.
A romok köveit a 20. század közepére nagyrészt elhordták. A 19. században Könyöki József még jóval több falat látott és ábrázolt alaprajzán, mint amennyi ma látható.